# Канальс, Мария
Мария Канальс-и-Сендрос (исп. Maria del Remedio Margarita Ramona Canals i Cendrós; 12 марта 1914, Барселона — 28 июля 2010, Барселона) — каталонская пианистка и музыкальный педагог.
Родилась в семье пианиста и музыкального педагога Хоакина Канальса-и-Матавакаса (1859—1938), ученика Антуана Мармонтеля. Занималась под руководством своего отца, затем окончила Барселонскую муниципальную школу музыки, ученица Льюиса Мильета. Совершенствовала своё мастерство под руководством Рикардо Виньеса, в дуэте с ним дебютировала на концертной сцене в 1932 году. В предвоенные годы выступала в Испании, Франции, Швейцарии, Италии, в том числе с оркестрами под управлением Виктора Дезарзана и Эдуардо Тольдры.
В 1948 г. вместе с мужем, литератором и музыкантом Россендом Льятесом, основала в Барселоне музыкальную школу «Ars Nova». В 1954 г. супруги учредили также Международный конкурс исполнителей Марии Канальс, первый в Испании. В 1960-1963 гг. руководила также Международными музыкальными курсами в Ситжесе.
Автор автобиографической книги «Жизнь в музыке. Истории в розовом и чёрном цвете» (кат. Una vida dins la música, històries en rosa i negre; 1970).
Кавалер французского Ордена Искусств и литературы (1981) и Креста Сан-Жорди (1990).